# Agua Zarca, Puebla
Agua Zarca är en ort i Mexiko.   Den ligger i kommunen Hermenegildo Galeana och delstaten Puebla, i den sydöstra delen av landet, 160 km nordost om huvudstaden Mexico City. Agua Zarca ligger 711 meter över havet och antalet invånare är 179.
Terrängen runt Agua Zarca är huvudsakligen kuperad, men västerut är den bergig. Runt Agua Zarca är det ganska tätbefolkat, med 104 invånare per kvadratkilometer. Närmaste större samhälle är Olintla, 5,1 km öster om Agua Zarca. Omgivningarna runt Agua Zarca är en mosaik av jordbruksmark och naturlig växtlighet.